# 364 (szám)
A 364 (római számmal: CCCLXIV) egy természetes szám.

## A szám a matematikában
A tízes számrendszerbeli 364-es a kettes számrendszerben 101101100, a nyolcas számrendszerben 554, a tizenhatos számrendszerben 16C alakban írható fel.
A 364 páros szám, összetett szám, kanonikus alakban a 22 · 71 · 131 szorzattal, normálalakban a 3,64 · 102 szorzattal írható fel. Tizenkettő osztója van a természetes számok halmazán, ezek növekvő sorrendben: 1, 2, 4, 7, 13, 14, 26, 28, 52, 91, 182 és 364.
Tizenkilencszögszám. Tetraéderszám.
A 364 négyzete 132 496, köbe 48 228 544, négyzetgyöke 19,07878, köbgyöke 7,14004, reciproka 0,0027473. A 364 egység sugarú kör kerülete 2287,07945 egység, területe 416 248,46023 területegység; a 364 egység sugarú gömb térfogata 202 019 252,7 térfogategység.